# Goya 2013

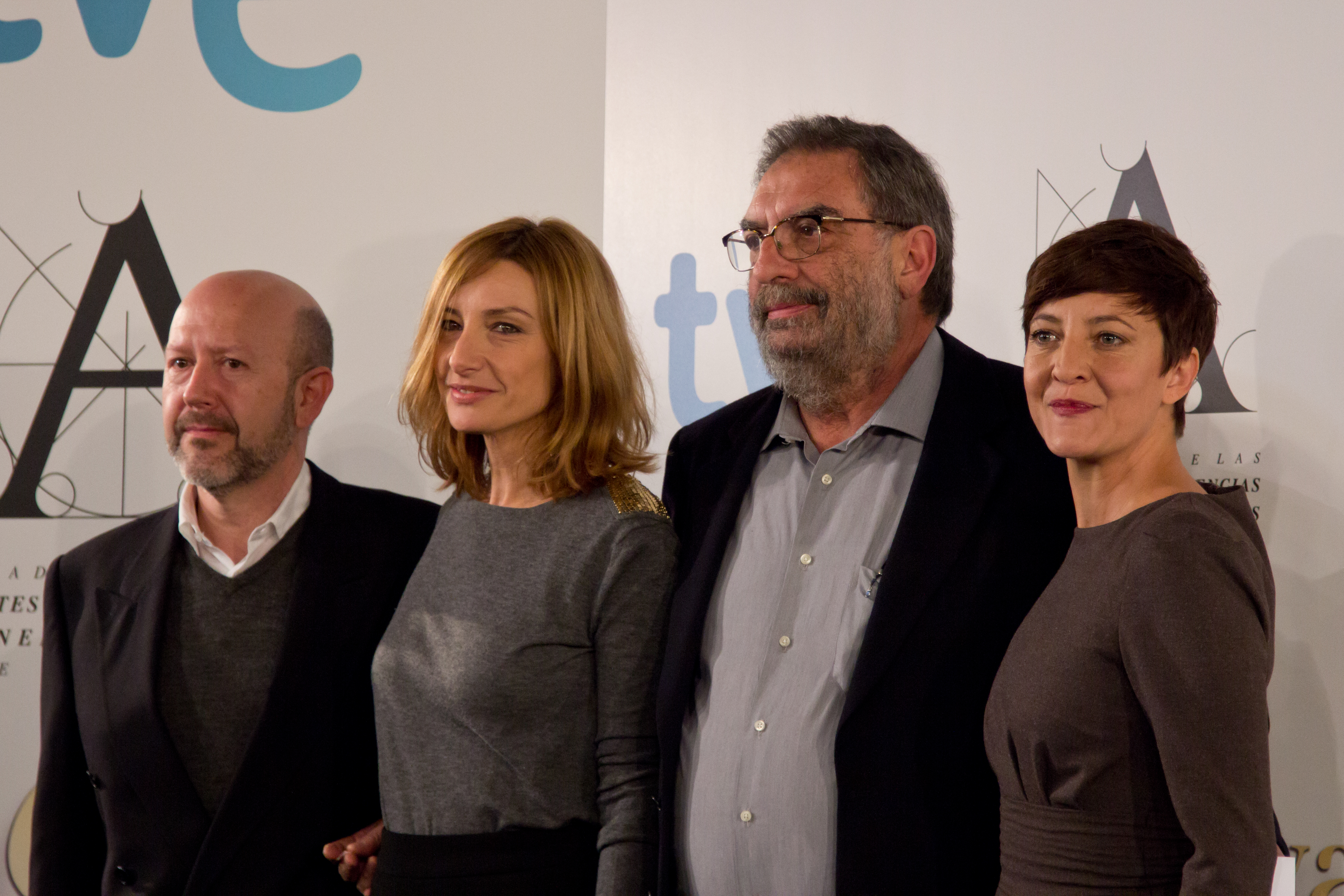
Von links: Emilio Pina, ausführender Produzent der Preisgala, Eva Cebrián, Direktorin der TVE, Enrique González Macho, Präsident der spanischen Filmakademie, und Eva Hache, Gastgeberin der Gala 2013

Die 27. Verleihung des Goya fand am 17. Februar 2013 im Auditorium des Centro de Congresos Príncipe Felipe in Madrid statt. Moderiert wurde die Veranstaltung wie bereits im Vorjahr von der Komikerin Eva Hache.
Erfolgreichster Film mit zehn Preisen war der in Schwarz-Weiß gedrehte und 18-fach nominierte Stummfilm Blancanieves (deutsch: „Schneewittchen“) des Regisseurs Pablo Berger, der insgesamt acht Jahre an seinem zweiten Spielfilm gearbeitet hatte. Der Film ist eine Würdigung der Stummfilme der 1920er Jahre. Die Trophäe für die beste Regie und vier weitere Goyas erhielt das Katastrophendrama The Impossible des Regisseurs Juan Antonio Bayona, das die wahre Geschichte einer spanischen Familie erzählt, die sich während des Tsunamis von 2004 im thailändischen Khao Lak aufhielt.
Der Präsident der Akademie, der spanische Produzent und Verleiher Enrique González Macho, beklagte in seiner Eröffnungsrede kulturpolitische Eingriffe der Regierung wie die Erhöhung der Mehrwertsteuer auf Kinokarten von acht auf 21 Prozent und unzureichende Maßnahmen gegen die Videopiraterie. Die dreistündige Gala war durchsetzt mit Anklagen und Anspielungen auf die Sparpolitik der konservativen Regierung. Maribel Verdú, Siegerin in der Kategorie Beste Hauptdarstellerin, widmete ihren Preis „all den Menschen, die durch ein korruptes und veraltetes System ihre Wohnung, ihre Zukunft oder auch ihr Leben verloren haben“. Candela Peña, die Preisträgerin in der Kategorie Beste Nebendarstellerin für ihre Leistung in Ein Freitag in Barcelona, sagte: „Ich war drei Jahre lang arbeitslos gewesen und musste mitansehen, wie mein Vater in einem staatlichen Krankenhaus starb, es gab keine Decken, es gab kein Wasser, das mussten wir alles selbst mitbringen.“

## Gewinner und Nominierte
| Statistik (Filme mit mehr als einer Nominierung) N=Nominierung; A=Auszeichnung |    |    |
| Film                                                                           | N  | A  |
| Blancanieves                                                                   | 18 | 10 |
| Kings of the City                                                              | 16 | 2  |
| Das Mädchen und der Künstler                                                   | 13 | 0  |
| The Impossible                                                                 | 14 | 5  |
| Tad Stones – Der verlorene Jäger des Schatzes!                                 | 5  | 3  |
| Invader                                                                        | 5  | 0  |
| Carmina o revienta                                                             | 3  | 0  |
| Els nens salvatges                                                             | 3  | 0  |
| La banda Picasso                                                               | 2  | 0  |

### Bester Film
Blancanieves – Regie: Pablo Berger
- Das Mädchen und der Künstler (El artista y la modelo) – Regie: Fernando Trueba
- Kings of the City (Grupo 7) – Regie: Alberto Rodríguez
- The Impossible (Lo imposible) – Regie: Juan Antonio Bayona

### Beste Regie
Juan Antonio Bayona – The Impossible (Lo imposible)
- Pablo Berger – Blancanieves
- Alberto Rodríguez – Kings of the City (Grupo 7)
- Fernando Trueba – Das Mädchen und der Künstler (El artista y la modelo)

### Beste Nachwuchsregie
Enrique Gato – Tad Stones – Der verlorene Jäger des Schatzes! (Las aventuras de Tadeo Jones)
- Paco León – Carmina o revienta
- Isabel de Ocampo – Evelyn
- Oriol Paulo – The Body – Die Leiche (El cuerpo)

### Bester Hauptdarsteller
José Sacristán – El muerto y ser feliz
- Daniel Giménez Cacho – Blancanieves
- Jean Rochefort – Das Mädchen und der Künstler (El artista y la modelo)
- Antonio de la Torre – Kings of the City (Grupo 7)

### Beste Hauptdarstellerin
Maribel Verdú – Blancanieves
- Penélope Cruz – Twice Born (Venuto al mondo)
- Aida Folch – Das Mädchen und der Künstler (El artista y la modelo)
- Naomi Watts – The Impossible (Lo imposible)

### Bester Nebendarsteller
Julián Villagrán – Kings of the City (Grupo 7)
- Ewan McGregor – The Impossible (Lo imposible)
- Josep Maria Pou – Blancanieves
- Antonio de la Torre – Invader (Invasor)

### Beste Nebendarstellerin
Candela Peña – Ein Freitag in Barcelona (Una pistola en cada mano)
- Chus Lampreave – Das Mädchen und der Künstler (El artista y la modelo)
- María León – Carmina o revienta
- Ángela Molina – Blancanieves

### Bester Nachwuchsdarsteller
Joaquín Núñez – Kings of the City (Grupo 7)
- Emilio Gavira – Blancanieves
- Tom Holland – The Impossible (Lo imposible)
- Àlex Monner – Els nens salvatges

### Beste Nachwuchsdarstellerin
Macarena García – Blancanieves
- Carmina Barrios – Carmina o revienta
- Estefanía de los Santos – Kings of the City (Grupo 7)
- Cati Solivellas – Els nens salvatges

### Bestes Originaldrehbuch
Pablo Berger – Blancanieves
- Fernando Trueba und Jean-Claude Carrière – Das Mädchen und der Künstler (El artista y la modelo)
- Alberto Rodríguez Librero und Rafael Cobos – Kings of the City (Grupo 7)
- Sergio G. Sánchez – The Impossible (Lo imposible)

### Bestes adaptiertes Drehbuch
Javier Barreira, Gorka Magallón, Ignacio del Moral, Jordi Gasull und Neil Landau – Tad Stones – Der verlorene Jäger des Schatzes! (Las aventuras de Tadeo Jones)
- Jorge Guerricaechevarría und Sergio G. Sánchez – Ende (Fin)
- Javier Gullón und Jorge Arenillas – Invader (Invasor)
- Ramón Salazar – Ich steh auf dich (Tengo ganas de ti)
- Manuel Rivas – Todo es silencio

### Beste Produktionsleitung
Sandra Hermida – The Impossible (Lo imposible)
- Josep Amorós – Blancanieves
- Angélica Huete – Das Mädchen und der Künstler (El artista y la modelo)
- Manuela Ocón – Kings of the City (Grupo 7)

### Beste Kamera
Kiko de la Rica – Blancanieves
- Daniel Vilar – Das Mädchen und der Künstler (El artista y la modelo)
- Álex Catalán – Kings of the City (Grupo 7)
- Óscar Faura – The Impossible (Lo imposible)

### Bester Schnitt
Elena Ruiz und Bernat Vilaplana – The Impossible (Lo imposible)
- Fernando Franco – Blancanieves
- Marta Velasco – Das Mädchen und der Künstler (El artista y la modelo)
- José M. G. Moyano – Kings of the City (Grupo 7)
- David Pinillos und Antonio Frutos – Invader (Invasor)

### Bestes Szenenbild
Alain Bainée – Blancanieves
- Pilar Revuelta – Das Mädchen und der Künstler (El artista y la modelo)
- Pepe Domínguez del Olmo – Kings of the City (Grupo 7)
- Eugenio Caballero – The Impossible (Lo imposible)

### Beste Kostüme
Paco Delgado – Blancanieves
- Lala Huete – Das Mädchen und der Künstler (El artista y la modelo)
- Fernando García – Kings of the City (Grupo 7)
- Vicente Ruiz – La banda Picasso

### Beste Maske
Sylvie Imbert und Fermín Galán – Blancanieves
- Sylvie Imbert und Noé Montes – Das Mädchen und der Künstler (El artista y la modelo)
- Yolanda Piña – Kings of the City (Grupo 7)
- Alessandro Bertolazzi, David Martí und Montse Ribé – The Impossible (Lo imposible)

### Beste Spezialeffekte
Pau Costa und Félix Bergés – The Impossible (Lo imposible)
- Reyes Abades und Ferrán Piquer – Blancanieves
- Juan Ventura – Kings of the City (Grupo 7)
- Reyes Abades und Isidro Jiménez – Invader (Invasor)

### Bester Ton
Peter Glossop, Marc Orts und Oriol Tarragó – The Impossible (Lo imposible)
- Pierre Gamet, Nacho Royo-Villanova und Eduardo Castro – Das Mädchen und der Künstler (El artista y la modelo)
- Daniel de Zayas, Nacho Royo-Villanova und Pelayo Gutiérrez – Kings of the City (Grupo 7)
- Sergio Bürmann, Nicolás de Poulpiquet und James Muñoz – Invader (Invasor)

### Beste Filmmusik
Alfonso Vilallonga – Blancanieves
- Julio de la Rosa – Kings of the City (Grupo 7)
- Álex Martínez und Zacarías M. de la Riva – Tad Stones – Der verlorene Jäger des Schatzes! (Las aventuras de Tadeo Jones)
- Fernando Velázquez – The Impossible (Lo imposible)

### Bester Filmsong
„No te puedo encontrar“ von Pablo Berger und Juan Gómez „Chicuelo“ – Blancanieves
- „Líneas paralelas“ von Víctor M. Peinado, Pablo Cervantes und Pablo José Fernández Brenes – Els nens salvatges
- „L’as tu vue?“ von Alfonso Albacete und Juan Bardem – La banda Picasso
- „Te voy a esperar“ von Juan Magán – Tad Stones – Der verlorene Jäger des Schatzes! (Las aventuras de Tadeo Jones)

### Bester Kurzfilm
Aquél no era yo – Regie: Esteban Crespo García
- La boda – Regie: Marina Seresesky
- Ojos que no ven – Regie: Natalia Mateo
- Voice Over – Regie: Martin Rosete

### Bester animierter Kurzfilm
El vendedor de humo – Regie: Jaime Maestro
- Alfred y Anna – Regie: Juan Manuel Suárez García
- La mano de Nefertiti – Regie: Guillermo García Carsí
- ¿Por qué desaparecieron los dinosaurios? – Regie: María del Mar Delgado García und Esaú Dharma Vílchez Corredor

### Bester Dokumentarkurzfilm
A Story for the Modlins – Regie: Sergio Oksman
- El violinista de Auschwitz – Regie: Carlos Hernando
- Las viudas de Ifni – Regie: Pedro Palacios und Pacheco Iborra
- Un cineasta en La Codorniz – Regie: Javier Rioyo

### Bester Animationsfilm
Tad Stones – Der verlorene Jäger des Schatzes! (Las aventuras de Tadeo Jones) – Regie: Enrique Gato
- El corazón del roble – Regie: Ricardo Ramón und Ángel Izquierdo
- O Apóstolo – Regie: Fernando Cortizo
- The Wish Fish – Regie: Gorka Vázquez und Iván Oneka

### Bester Dokumentarfilm
Hijos de las nubes, la última colonia – Regie: Álvaro Longoria
- Contra el tiempo – Regie: José Manuel Serrano Cueto
- Los mundos sutiles – Regie: Eduardo Chapero-Jackson
- Mapa – Regie: León Simniani

### Bester europäischer Film
Ziemlich beste Freunde (Intouchables), Frankreich – Regie: Olivier Nakache und Éric Toledano
- Der Geschmack von Rost und Knochen (De rouille et d’os), Frankreich/Belgien – Regie: Jacques Audiard
- In ihrem Haus (Dans la maison), Frankreich – Regie: François Ozon
- Shame, Großbritannien – Regie: Steve McQueen

### Bester ausländischer Film in spanischer Sprache
Juan of the Dead (Juan de los Muertos), Kuba – Regie: Alejandro Brugués
- Después de Lucía, Mexiko – Regie: Michel Franco
- Infancia clandestina, Argentinien – Regie: Benjamín Ávila
- Siete cajas, Paraguay – Regie: Juan Carlos Maneglia und Tana Schémbori

## Ehrenpreis
- Concha Velasco, spanische Schauspielerin, Tänzerin, Sängerin und Fernsehmoderatorin